# Luke Browning
Luke Browning, né le 31 janvier 2002 à Kingsley (Angleterre), est un pilote automobile britannique.

## Biographie

### Débuts en monoplace
En 2016, Browning fait ses débuts en sport automobile en rejoignant le Junior Saloon Car Championship. Il gagne une course, monte sur deux autres podiums et remporte le prix "Henry Surtees" récompensant le meilleur jeune de l'année. Il se classe neuvième du championnat avec 116 points. L'année suivante, il rejoint le Ginetta Junior Championship avec Richardson Racing. Son moment le plus fort survient lors de la course 2 de Silverstone lors de laquelle il décroche sa seule pole position de l'année. Il se classe onzième avec 210 points.
Il continue l'année suivante dans la même écurie. Sa saison démarre par trois victoires en quatre courses. Cependant, au cours de la saison, Browning perd du terrain face au duo Elite Motorsport de Louis Foster et du futur champion Adam Smalley. Browning marque toutefois suffisamment de points pour prendre la tête du championnat lors de la manche d'Oulton Park où il perd la victoire en raison d'une infraction au règlement technique, il remporte la deuxième course avec 11 secondes d'avance sur ses rivaux. Il termine finalement troisième du championnat après une saison disputée, totalisant huit victoires et dix autres podiums.

### Formule 4

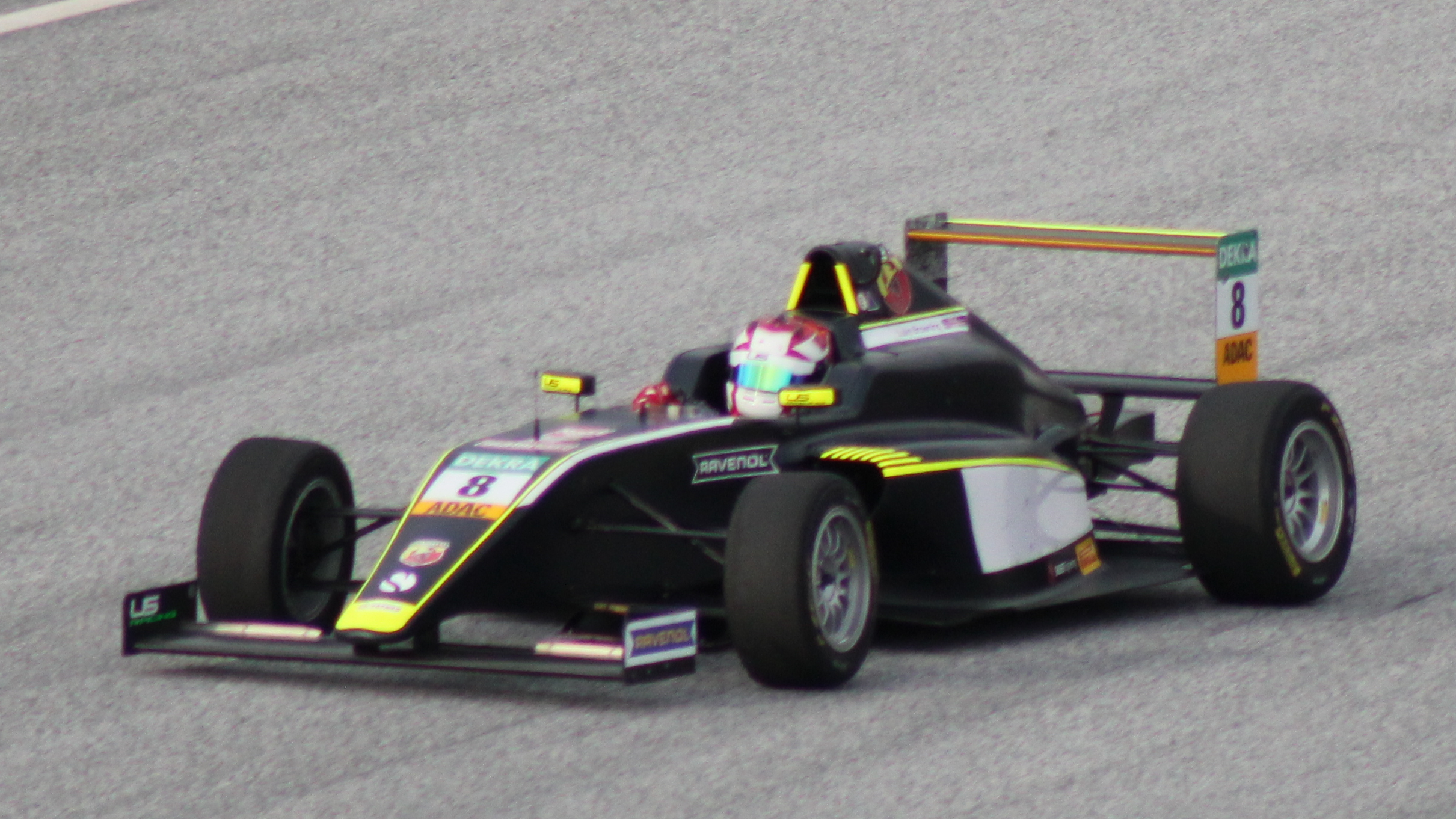
Luke Browning en Formule 4 allemande, sur le Red Bull Ring en 2021.

En 2019, Luke Browning rejoint le championnat britannique de Formule 4, toujours avec l'équipe Richardson Racing. Il remporte sa première victoire lors de la manche d'ouverture de Brands Hatch sur une piste humide en s'élançant de la dixième place après des ennuis moteur en qualifications. Lors de la course 2 disputée dans des conditions similaires, il effectue un passage dans l'herbe puis entre en collision avec Zane Maloney dans le dernier virage, dans le dernier tour. Il passe la ligne d'arrivée premier mais reçoit ensuite dix secondes de pénalité ce qui le fait rétrograder troisième, puis termine septième de la course 3. Il ajoute une autre victoire à Thruxton, puis termine la saison avec quatre podiums lors des quatre dernières courses. Il se classe sixième du championnat.
En 2020, Browning part chez Fortec Motorsport dans l'optique de remporter le titre, où il fait équipe avec Rafael Villagómez et Roberto Faria. La saison est marquée par une bataille mémorable avec Zak O'Sullivan où les deux pilotes s'échangent les victoires tout au long des différents week-ends à l'exception de la manche de Thruxton. Browning remporte finalement le titre après une bataille disputée jusqu'à la dernière course, où il sécurise le tout grâce à deux pole positions obtenues sur piste humide,.
En 2021, il prend part au championnat ADAC F4 avec US Racing. Il remporte deux victoires (une au Red Bull Ring et une à Hockenheim), monte sur six autres podiums et se classe troisième du championnat avec 220 points. Il dispute également trois courses dans le championnat italien où il décroche un podium et se classe quinzième avec 27 points.

### Formule 3 britannique
Le 9 septembre 2021, Browning annonce qu'il rejoint la Formule 3 britannique pour la manche d'Oulton Park où il remporte sa première victoire dans la catégorie lors de la deuxième course face à Zak O'Sullivan. Lors de la troisième course, il est pris dans un accident et abandonne peu après. En 2022, il signe avec Hitech Grand Prix. Au cours de cette saison, il remporte cinq victoires et monte sur treize podiums (sept deuxième places et une troisième place). Il remporte le titre de champion avec 507 points.

### Formule 3 FIA

#### 2023

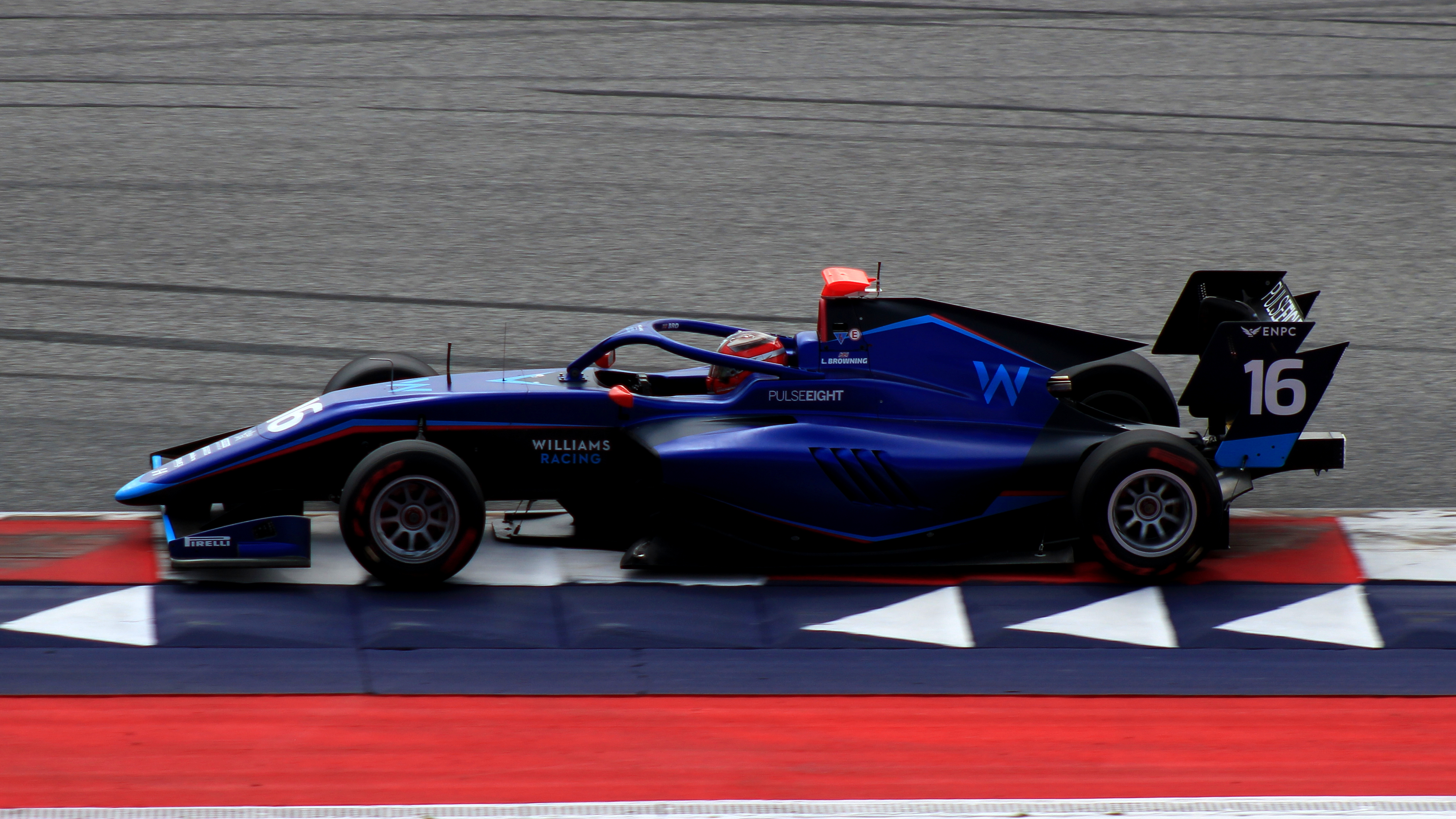
Luke Browning en Formule 3 FIA, sur le Red Bull Ring en 2023.

En février 2023, Browning prend part aux essais d'avant-saison de la Formule 3 FIA avec l'écurie Hitech Pulse-Eight aux côtés de Sebastián Montoya et de Gabriele Minì. Le 1er mars, il est officiellement confirmé par Hitech pour la saison 2023. Le 27 avril, il rejoint la Williams Driver Academy. Il monte sur son premier podium dans la discipline en terminant deuxième de la course sprint de la manche de Barcelone. En fin de saison, il termine cinquième de la course sprint à Monza avant d'être disqualifié pour une infraction au règlement technique. Il se classe quinzième du championnat avec 41 points.
En fin de saison, il prend part au Grand Prix de Macao, dans le cadre de la coupe du monde de Formule 3. Après avoir réalisé la pole position, le Britannique remporte la course.

#### 2024

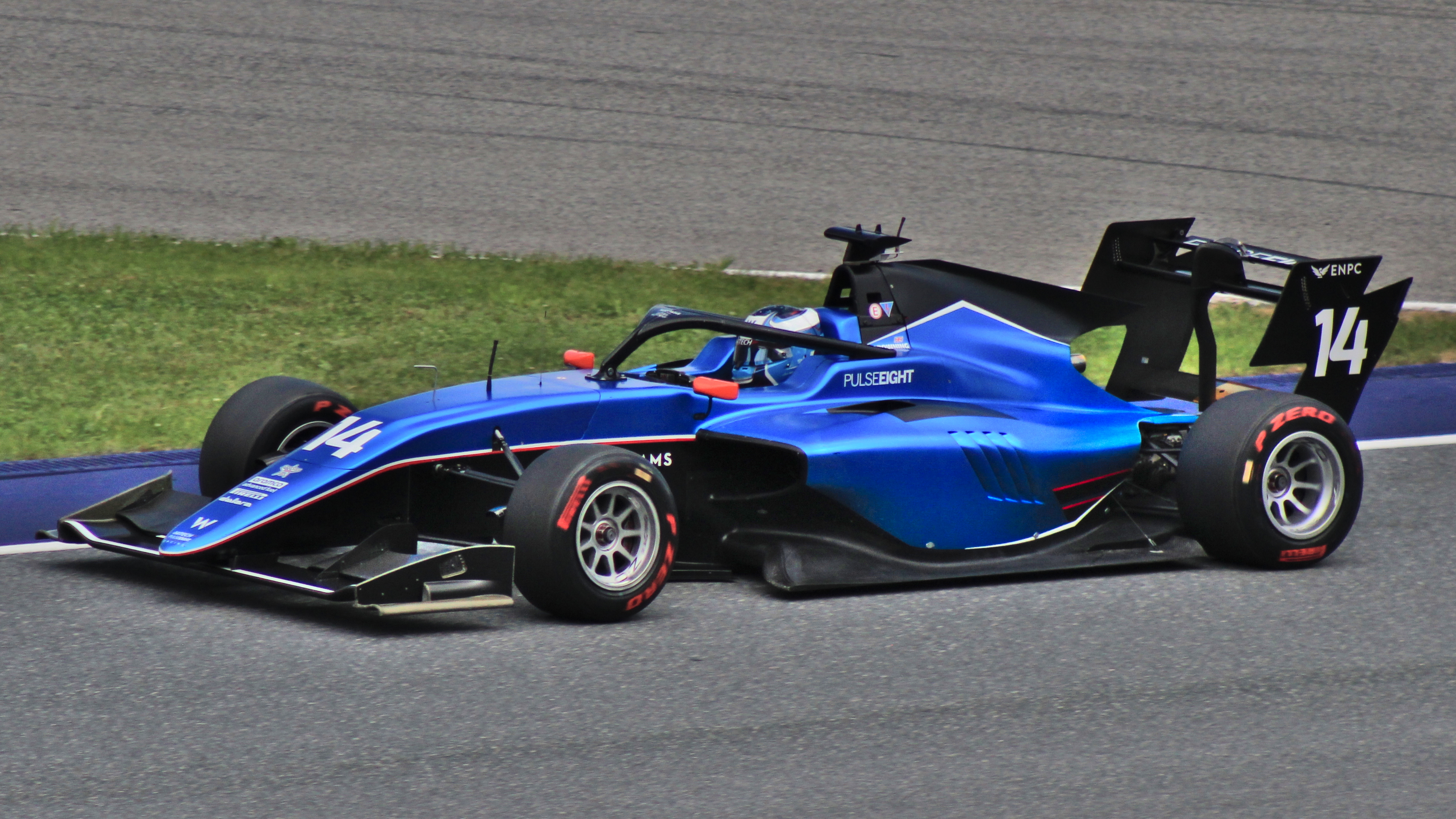
Luke Browning en Formule 3 FIA, sur le Red Bull Ring en 2024.

Pour la saison 2024, Browning reste avec Hitech Racing pour sa deuxième saison en Formule 3 FIA, où il fait équipe avec Martinius Stenshorne et Cian Shields. Il remporte sa première victoire de la saison à Barheïn après un duel face à Dino Beganovic. A Monaco, il décroche son deuxième podium de la saison lors de la course principale en terminant troisième. Il remporte ensuite sa deuxième victoire lors de la course principale du Red Bull Ring après avoir signé la pole position. Il en décroche ensuite une autre à Silverstone.
Browning arrive à Monza avec l'espoir de décrocher le titre mais rate sa qualification en ne réalisant que le treizième temps. Il termine sixième de la course sprint avec le meilleur temps et reprend deux points à Fornaroli. Pour être champion, Browning doit marquer sept points de plus que l'Italien. Lors de la course principale, il s'accroche avec Nikola Tsolov dans le deuxième tour et perd ses chances de titre. Il termine treizième avant d'être pénalisé pour un contact avec Joseph Loake. Il se classe troisième du championnat avec 128 points derrière Fornaroli, sacré champion, et Gabriele Minì.

### Formule 2

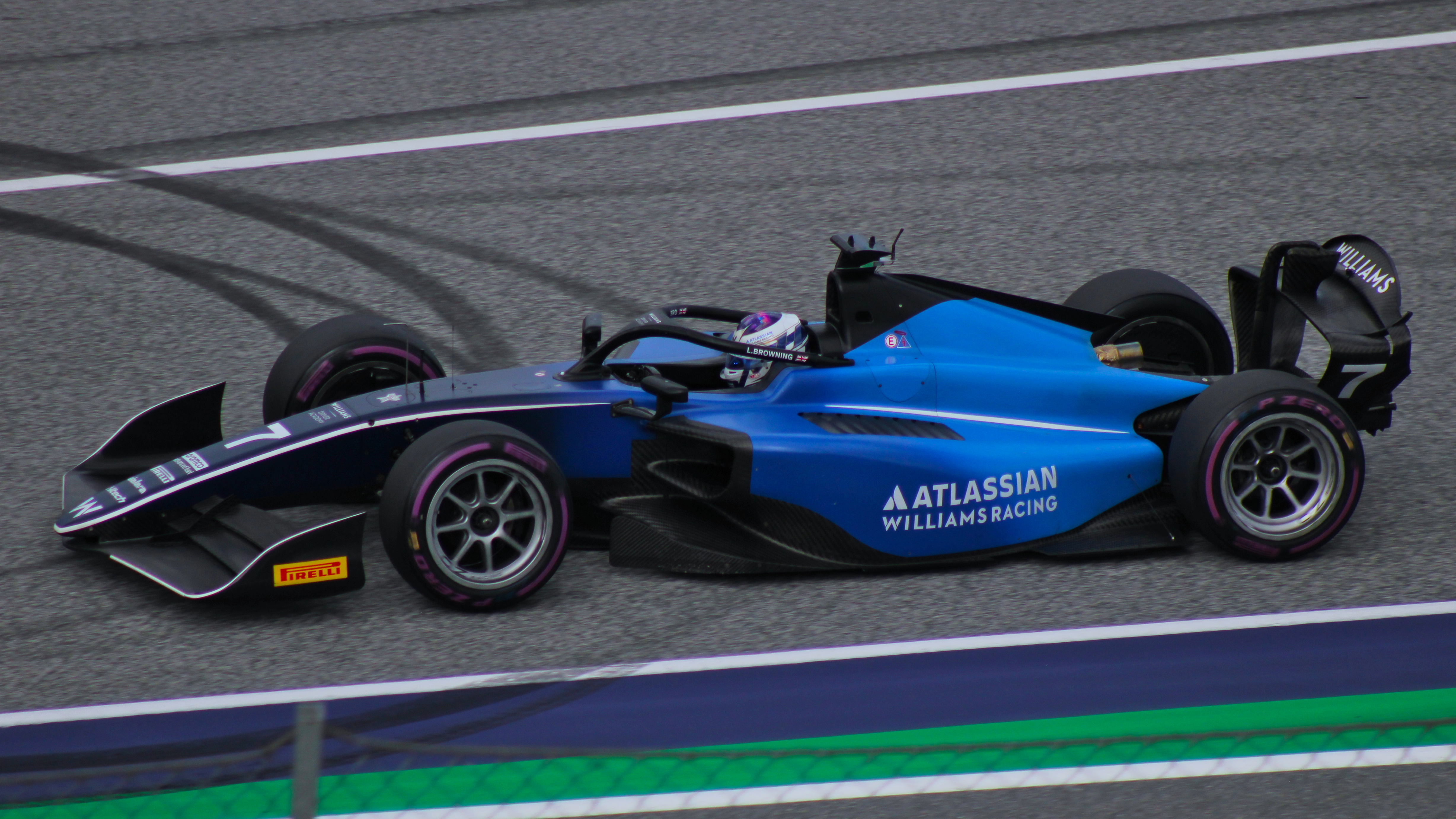
Luke Browning en Formule 2, sur le Red Bull Ring en 2025.

En marge de l'épreuve de Bakou, Browning est titularisé par ART Grand Prix pour le reste de la saison 2024 de Formule 2 aux côtés de Victor Martins, en remplacement de Zak O’Sullivan. Pour son premier week-end dans le championnat, il termine 11e de la course sprint. Le lendemain, il termine septième de la course principale. Au Qatar, il échoue à marquer des points à cause d'une quatorzième place en qualifications et d'une safety-car tardive qui ruine sa stratégie de course. Enfin à Yas Marina, il se qualifie dix-septième mais parvient à remonter sixième lors de la course sprint. Il termine quinzième de la course principale et se classe vingt-sixième du championnat avec 7 points.

## Carrière

### Résultats en monoplace
| Saison | Championnat                                      | Écurie             | Courses | Victoires | Pole positions | Meilleurs tours | Podiums | Points | Classement |
| ------ | ------------------------------------------------ | ------------------ | ------- | --------- | -------------- | --------------- | ------- | ------ | ---------- |
| 2016   | Junior Saloon Car Championship                   | MADE Motorsport    | 18      | 1         | 1              | 2               | 3       | 116    | 9e         |
| 2017   | Ginetta Junior Championship                      | Richardson Racing  | 26      | 0         | 1              | 0               | 0       | 210    | 11e        |
| 2018   | Ginetta Junior Championship                      | Richardson Racing  | 26      | 8         | 3              | 8               | 18      | 648    | 3e         |
| 2019   | Championnat de Grande-Bretagne de Formule 4      | Richardson Racing  | 30      | 2         | 2              | 1               | 9       | 268,5  | 6e         |
| 2020   | Championnat de Grande-Bretagne de Formule 4      | Fortec Motorsport  | 26      | 7         | 6              | 7               | 16      | 412,5  | Champion   |
| 2021   | Championnat d'Allemagne de Formule 4             | US Racing          | 18      | 2         | 0              | 2               | 8       | 220    | 3e         |
| 2021   | Championnat d'Italie de Formule 4                | US Racing          | 3       | 0         | 0              | 1               | 1       | 27     | 15e        |
| 2021   | Drexler Automotive Formula 4 Cup                 | US Racing          | 2       | 2         | 2              | 1               | 2       | 50     | 3e         |
| 2021   | Championnat de Grande-Bretagne de Formule 3      | Fortec Motorsport  | 3       | 1         | 0              | 0               | 1       | 35     | 25e        |
| 2022   | Championnat des Émirats arabes unis de Formule 4 | Hitech Grand Prix  | 8       | 0         | 0              | 0               | 1       | 64     | 11e        |
| 2022   | Championnat de Grande-Bretagne de Formule 3      | Hitech Grand Prix  | 24      | 5         | 5              | 8               | 13      | 507    | Champion   |
| 2023   | Formule Régionale Moyen-Orient                   | Hitech Grand Prix  | 6       | 0         | 0              | 0               | 0       | 8      | 26e        |
| 2023   | Formule 3 FIA                                    | Hitech Pulse-Eight | 18      | 0         | 0              | 0               | 1       | 41     | 15e        |
| 2023   | Grand Prix de Macao                              | Hitech Pulse-Eight | 2       | 2         | 2              | 2               | 2       | -      | Vainqueur  |
| 2024   | Formule 3 FIA                                    | Hitech Pulse-Eight | 20      | 2         | 2              | 1               | 3       | 128    | 3e         |
| 2024   | Formule 2                                        | ART Grand Prix     | 6       | 0         | 0              | 0               | 0       | 7      | 26e        |
| 2025   | Formule 2                                        | Hitech TGR         | 19      | 0         | 0              | 2               | 7       | 125    | 4e         |